# Novonyikolajevszkiji járás

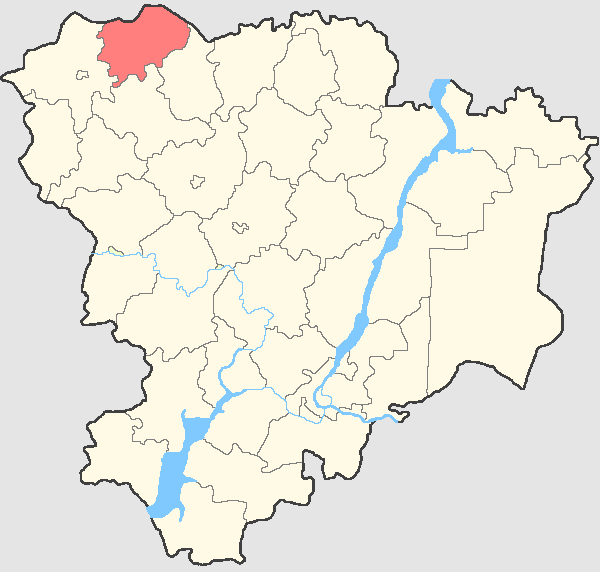
A Novonyikolajevszkiji járás a Volgográdi területen

A Novonyikolajevszkiji járás (oroszul Новониколаевский район) Oroszország egyik járása a Volgográdi területen. Székhelye Novonyikolajevszkij.

## Népesség
- 1989-ben 27 826 lakosa volt.
- 2002-ben 25 511 lakosa volt.
- 2010-ben 22 618 lakosa volt, melyből 20 834 orosz, 315 kazah, 226 csuvas, 168 ukrán, 146 azeri, 87 örmény, 75 tatár, 65 fehérorosz, 61 mari, 43 cigány, 30 német, 28 csecsen, 28 moldáv, 27 ezid, 27 koreai, 27 üzbég, 21 grúz, 17 avar, 14 mordvin, 13 tadzsik, 12 lezg, 11 udmurt stb.